# White Rabbit (Lost)
 For alternative betydninger, se White Rabbit. (Se også artikler, som begynder med White Rabbit)
"White Rabbit" er det femte afsnit af Lost, den femte episode af showets første sæson. Afsnittet blev instrueret af Kevin Hooks og skrevet af Christian Taylor. Det havde premiere i USA 20. oktober 2004 på ABC. Karakteren Jack Shephard vises i afsnittets flashbacks.

## Plot
Et flashback viser en ung jack og en ven, der bliver slået. En bølle giver Jack chancen for at flygte, men han vælger at hjælpe sin kompagnon, hvilket forårsager at han bliver yderligere angrebet. Joanna, en af de overlevende, er ved at drukne i havet. Boone svømmer ud, men kan ikke nå hende, og Jack redder Boone. Jack er oprørt over at han ikke kunne redde hende, og ser manden i jakkesættet igen.
Hurley og Charlie vil have Jack til at vælge, hvordan vandmanglen skal håndteres. I et flashback ser Jacks far sin søns forslåede ansigt. Han fortæller Jack at han ikke skulle være sådan en helt, fordi "han ikke har, hvad det kræver". På øen ser Jack manden i jakkesættet igen, og han jagter ham. Han når frem til ham og opdager, at det er hans far. Skræmt spørger han "far?", og personen vender sig stille om og går væk.
I et flashback fortæller Jacks mor ham, at hans far er taget til Australien. Han vil have Jack til at bringe ham hjem. Jack accepterer tøvende. På øen besvimer Claire af solstik, og gruppen finder ud af, at det sidste vand er blevet stjålet. Locke går ind i junglen for at finde noget.
Jack vandrer hvileløst rundt i junglen for at finde sin far. Et flashback viser Jack der gennemsøger det hotel, hvorpå hans far boede. Han udspørger ejeren, der informerer Jack om, at faderen ikke har sovet på hotellet i flere dage efter en hændelse i baren. På øen falder Jack ud over en afgrund i løb. Han klamrer sig til en gren, men kan ikke kravle op. Locke dukker op og hjælper ham.
På stranden giver Charlie Claire lidt vand. De taler og knytter bånd. Sayid finder ud af, at Sun har vand, og hun afslører, at Sawyer gav dem det. Kate følger Sawyer til hans gemmested med ting, han har stjålet fra vraget, men han har ikke vandet.
Locke fortæller Jack at de overlevende skal bruge en leder, og at det bør være ham. Jack afslører, at hans far er en hallucination. Locke siger at øen er "speciel", og at alt der sker på den sker for en årsag. Han siger, at "han kiggede ind i øens øje, og det, han så, var smukt." De deler sig op: Locke kigger efter vand, og instruerer Jack til at følge sin hallucination, idet han siger "du er nødt til at afslutte det, du har startet."
I et flashback er Jack i lighuset. Doktoren siger, at Jacks far er død af alkoholforgiftning. Jack identificerer kroppen. Den nat på øen finder Jack nogle huler med en kilde med frisk vand. Mere vraggods fra flyet er her, blandt andet en kiste. Et flashback viser Jack i lufthavnen. Flyselskabet nægter at fragte hans fars lig om bord på flyet, da de ikke mener, at Jack har ordentlig dokumentation. På øen åbner Jack kisten efter et par timer, og det viser sig, at den er tom. Jack ødelægger den vredt.
På stranden giver Boone Claire vand. Charlie ser ham og trækker ham ud af teltet. De andre overlevende skubber Boone og spørger, hvor vandet er. Jack dukker op og fortæller alle om hulerne. Sawyer er glad for, at folk hader Boone mere end sig selv. Jack fortæller Kate om sin mor.